# 青白石站
青白石站是位于甘肃省兰州市城关区的一个铁路车站，邮政编码730000。本站于2011年随兰渝铁路兰州枢纽包兰改线开通，有包兰铁路经过该站，现仅办理货运，不办理客运业务，车站及其上下行区间均为电气化区段。车站距离包头站964公里，隶属兰州铁路局兰州车务段，是四等站。